# Le Grand R
Le Grand R (Le Manège jusqu’en 2007) est une structure culturelle de La Roche-sur-Yon labellisée Scène nationale depuis son ouverture en 1995 et réservée aux spectacles vivants.
Le Grand R réunit trois lieux : la salle du Manège, le Théâtre à l’italienne et la Maison Gueffier.

## Historique
La scène nationale de La Roche-sur-Yon voit le jour à partir de 1989 avec le choix de la municipalité de doter la ville d’un nouveau théâtre à l’emplacement d’un ancien manège à chevaux, devenu salle polyvalente, et de la maternité Saint-Charles.
Les travaux de construction s’étalent de mars 1993 à décembre 1994 pour une ouverture officielle en janvier 1995. Association initialement nommée Le Manège, la scène nationale de La Roche-sur-Yon devient Le Grand R en septembre 2007. Le bâtiment abritant la salle principale et l’administration de la scène nationale garde son nom de Manège.
Le Grand R propose une programmation tournée vers le spectacle vivant, la danse ou encore la littérature. Outre sa programmation propre qui se déploie sur La Roche-sur-Yon agglomération et le territoire vendéen, Le Grand R accueille en ses lieux des projections du Festival international du film de La Roche-sur-Yon ou des concerts de la Folle Journée en région.
Chaque saison, la programmation du Grand R met à disposition environ 50 000 billets, dont 12 000 scolaires, sur 120 représentations et une centaine de rendez-vous littéraires.
En dehors de la programmation de spectacles auprès d’une multiplicité de publics, Le Grand R apporte un soutien aux équipes artistiques, comme l’ensemble des structures du réseau des Scènes nationales. Ainsi, des résidences de création, des coproductions, etc. ont lieu chaque saison.

### Direction
- 1994 - 1995 : François Paul-Pont
- 1995 - 2006 : Daniel Ramponi
- 2006 - 2013 : Marie-Pia Bureau
- 2013 - : Florence Faivre

## Les lieux

### Le Manège
Construite en 1993 et 1994, la salle du Manège est dessinée par l’agence Durand-Ménard-Thibaud et financée par la municipalité de La Roche-sur-Yon, l’État, le conseil général de la Vendée et le conseil régional des Pays de la Loire. La salle du Manège peut accueillir 848 spectateurs (dont personnes à mobilité réduite) en configuration maximale, soit 553 au parterre et 295 au balcon.
La salle dispose d’une fosse d’orchestre, le plateau possède une ouverture de 18 mètres et une hauteur sous cadre de 9 mètres.
Un studio de danse permet d’accueillir des résidences, répétitions et représentations en jauges réduites.
Le bâtiment du Manège est le siège du Grand R. Les bureaux de la scène nationale s’y trouvent.

### Le Théâtre
Projeté sur la place centrale de la ville nouvelle de La Roche-sur-Yon en 1804, le Théâtre municipal (appelé également Théâtre à l’italienne) ouvre ses portes en 1845. Entièrement restaurée en 1888, la salle conserve le décor et l’atmosphère de cette période. La dernière restauration de l’édifice remonte à 2005.
La jauge actuelle est de 359 places en parterre, baignoires, loges et secondes.

### La Maison Gueffier
Ultime vestige des habitations provisoires en pisé édifiées à La Roche-sur-Yon dans les premières années du XIXe siècle, la Maison Gueffier, du nom d’André Gueffier son dernier propriétaire, abrite le pôle littérature du Grand R depuis septembre 2002.
Spécificité unique pour une scène nationale, le pôle littérature existe depuis la fondation de la structure. La Maison Gueffier est dédiée aux résidences d’écrivains, ateliers d’écriture, lectures, voire quelques représentations en petite jauge.

## Galerie

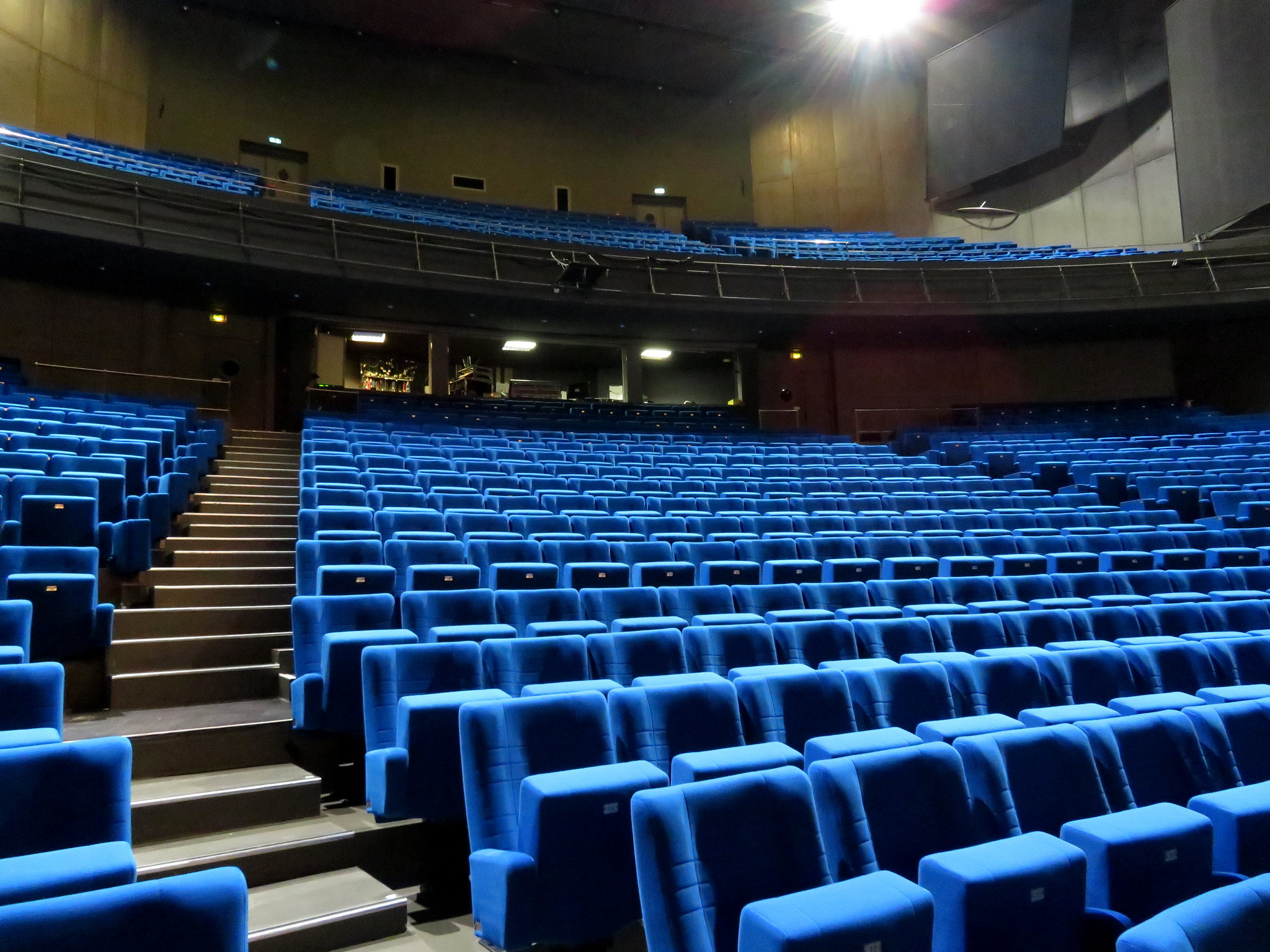
Intérieur de la salle du Manège
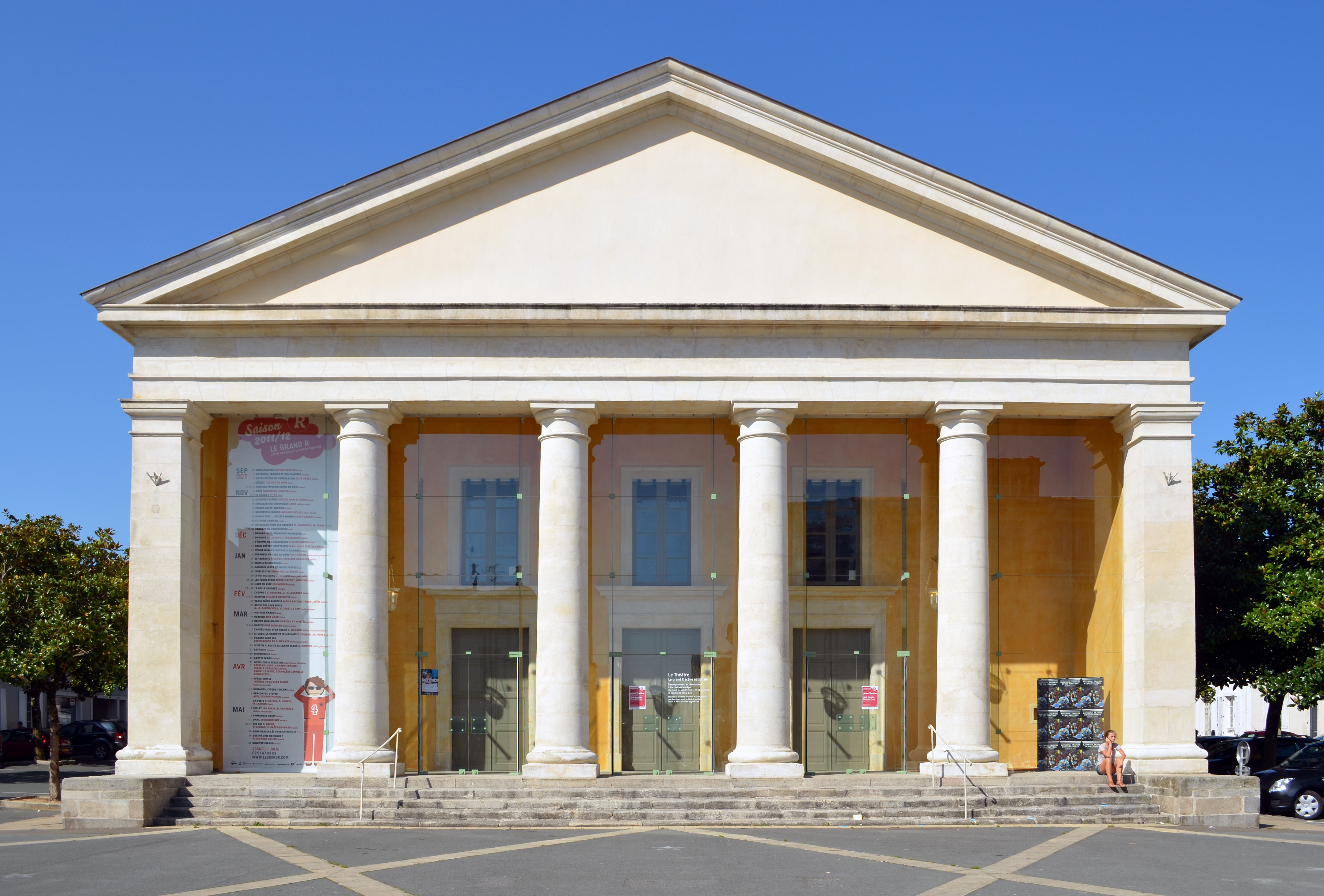
Façade du Théâtre
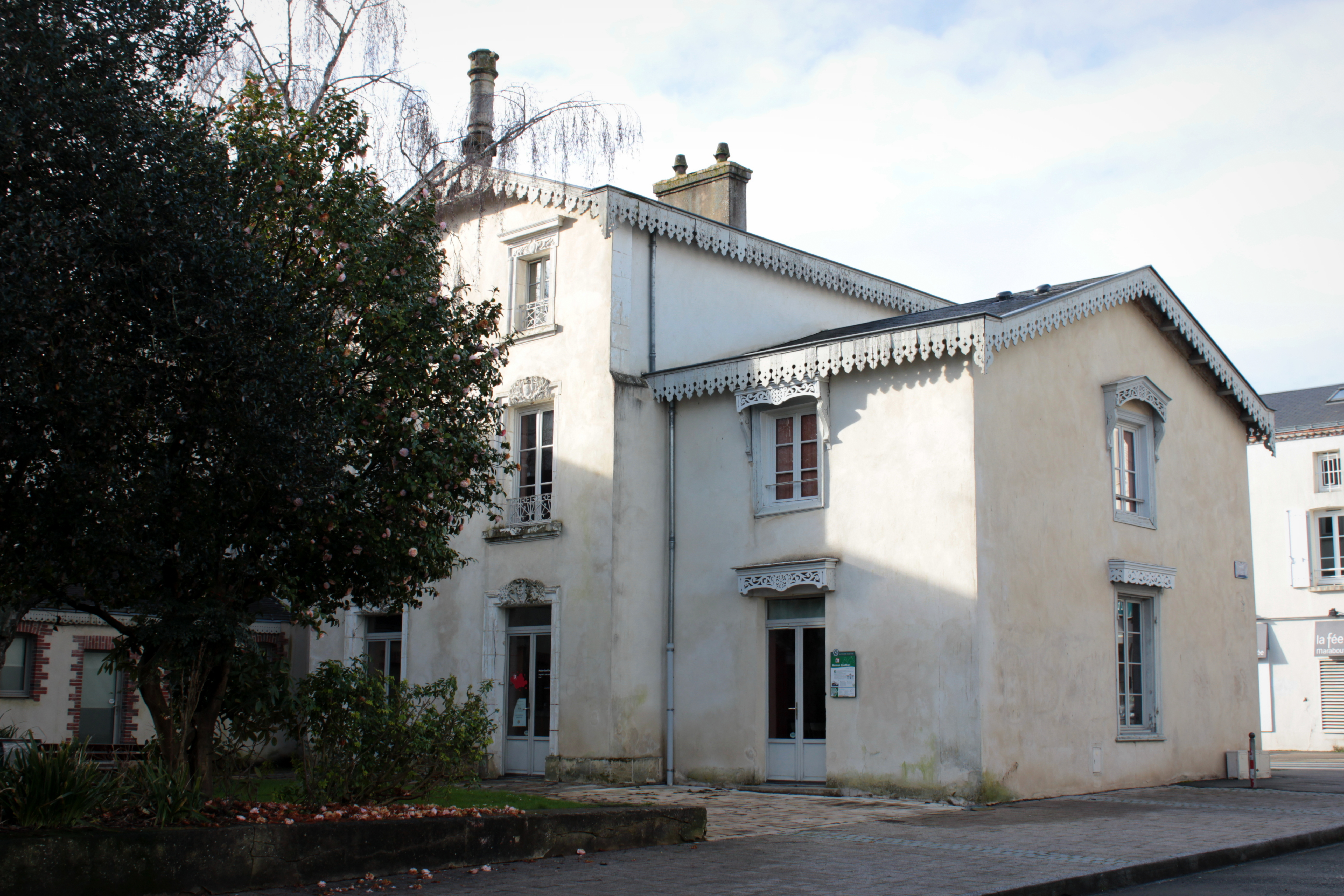
Maison Gueffier, siege du pôle littérature
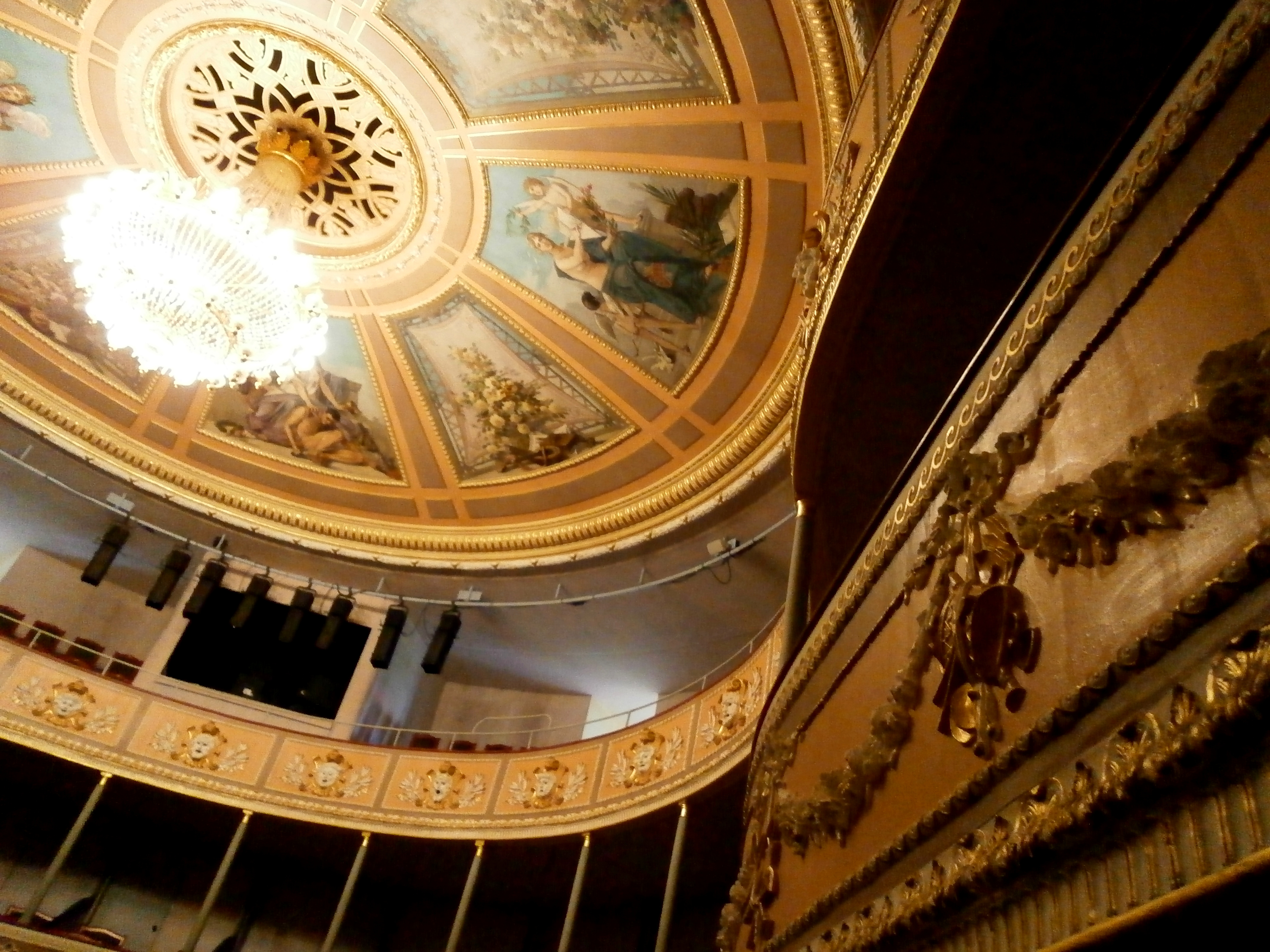
Salle du Théâtre et plafond peint par Georges Levreau (1888)